# Aleksiej Grinin
Aleksiej Grigorjewicz Grinin, ros. Алексей Григорьевич Гринин (ur. 21 sierpnia 1919 we wsi Oziory w guberni moskiewskiej, Rosyjska FSRR, zm. 1 lipca 1988 w Moskwie) – rosyjski piłkarz, grający na pozycji napastnika, trener piłkarski. Jego starszy brat Władimir – również znany piłkarz i trener.

## Kariera piłkarska

### Kariera klubowa
W 1934 jako junior rozpoczął profesjonalną karierę piłkarską w zakładowej drużynie Oziory, a potem w młodzieżowej drużynie Dinama Moskwa. W 1938 debiutował w podstawowym składzie Dinama. W 1939 przeszedł do wojskowego klubu CSKA Moskwa. Od 1947 pełnił funkcje kapitana drużyny. We wrześniu 1952, po rozformowaniu CSKA, zasilił skład drużyny miasta Kalinin, która w następnym roku powróciła do Moskwy i zmieniła nazwę na MWO Moskwa. W maju 1953 roku zakończył karierę piłkarską.

## Kariera trenerska
Po zakończeniu kariery piłkarskiej rozpoczął pracę trenerską. W latach 1954–1957 prowadził ODO Lwów. Również prowadził kluby SKA Nowosybirsk (od lipca 1963 do listopada 1964), Terek Grozny (1965), Kajrat Ałma-Ata (od stycznia do września 1967) oraz Krylja Sowietow Moskwa (1968–1970). W 1974 pomagał trenować CSKA Moskwa. Oprócz tego, w latach 1958–1962, 1971–1973, 1975–1988 trenował w szkole piłkarskiej CSKA Moskwa. Zmarł 1 lipca 1988 w Moskwie. Został pochowany na tamtejszym Cmentarzu Wostriakowskim.

## Sukcesy i odznaczenia

### Sukcesy klubowe
- mistrz ZSRR: 1946, 1947, 1948, 1950, 1951
- wicemistrz ZSRR: 1945, 1949
- brązowy medalista Mistrzostw ZSRR: 1939
- zdobywca Pucharu ZSRR: 1945, 1948, 1951
- finalista Pucharu ZSRR: 1944

### Sukcesy indywidualne
- członek Klubu Grigorija Fiedotowa: 104 goli
- wybrany do listy 33 najlepszych piłkarzy ZSRR: Nr 2 (1948, 1950)

### Odznaczenia
- tytuł Zasłużonego Mistrza Sportu ZSRR: 1946